# .am
A .am Örményország internetes legfelső szintű tartomány kódja. Világszerte népszerű domén név, amit néhány fenntartott név kivételével bárki regisztrálhat, aminek a jövedelmét Örményország élvezi. A tartománynév népszerű, és ezért értékes, mivel emlékeztet az AM rádiósávra.

## Szabályok
- bárki regisztrálhatja a fenntartott nevek (.com.am, .net.am, .org.am stb.) kivételével egy meghatározott díjért
- minden tartománynevet felülvizsgálnak, ami 2-3 napig tart általában
- vallási okokból tiltott obszcén oldalak számára használni
- AM-NIC a globális DNS-rendszerrel párhuzamosan fokozatosan vált az IPv6 kompatibilis címek felé
- Unicode kompatibilis nevek nem lehetségesek az AM-NIC-nél, amíg minden IPv6 probléma meg nincs oldva